# Healing (Todd Rundgren)
Healing è il nono album in studio del cantautore e musicista statunitense Todd Rundgren, pubblicato nel 1981.

## Tracce
Side 1
1. Healer - 3:40
2. Pulse - 3:07
3. Flesh - 3:58
4. Golden Goose - 3:16
5. Compassion - 4:43
6. Shine - 8:12

Side 2
1. Healing, Part I - 7:28
2. Healing, Part II - 7:52
3. Healing, Part III - 4:40